# Sehonghong Airport
Sehonghong Airport är en flygplats i Lesotho.   Den ligger i distriktet Thaba-Tseka, i den centrala delen av landet, 130 km öster om huvudstaden Maseru. Sehonghong Airport ligger 1 989 meter över havet.
Terrängen runt Sehonghong Airport är kuperad. Runt Sehonghong Airport är det ganska glesbefolkat, med 25 invånare per kvadratkilometer. Närmaste större samhälle är Sehonghong, 5,9 km sydost om Sehonghong Airport. Omgivningarna runt Sehonghong Airport är i huvudsak ett öppet busklandskap.